# Pontarachna cruciata
Pontarachna cruciata är en kvalsterart som beskrevs av Hall 1912. Pontarachna cruciata ingår i släktet Pontarachna och familjen Pontarachnidae. Inga underarter finns listade i Catalogue of Life.